# Ángel Expósito Mora
Ángel Expósito Mora (Madrid, 1964) és un periodista espanyol, coordinador d'informatius de la Cadena COPE i presentador de La Linterna de COPE.

## Biografia
És llicenciat en Periodisme en la facultat de Ciències de la Informació de la Universitat Complutense de Madrid.
Va ser director de l'agència de notícies Europa Press de 1998 fins a febrer de 2008. A aquesta agència va accedir en segon curs de la carrera, quan va començar com a becari en la secció de reportatges. D'aquí va passar, amb 27 anys, a redactor cap adjunt al director; i ja amb 29 anys va assumir el càrrec de subdirector de EP Noticias.
A partir d'aquí, va col·laborar a Alto y claro i El círculo, de Telemadrid; a 59 segundos, de TVE; a 24 horas, de Radio Nacional de España; al diari La Vanguardia amb un article setmanal sota l'epígraf El mirón perplejo i al diari econòmic Negocio amb un quicenalmente. Des de principis de 2002 i fins al seu nomenament com a director de ABC, va moderar els Desayunos informativos d' Europa Press, de gran repercussió mediàtica. També participà en les tertúlies de La respuesta (2003-2004), Ruedo ibérico (2004-2006) i Lo que inTeresa (2006), tots ells s Antena 3 Televisión i s'encarregà del resum de premsa s La linterna de la Cadena COPE, de 24 horas de Radio Nacional i a La Brújula d'Onda Cero. Entre 2008 i 2014, col·labora també a La noche en 24 horas del canal 24 horas. De 2008 a 2010 va ser director del diari ABC. I entre 2010 i 2011 va conduir l'espai d'anàlisi política Noche 10 i l'informatiu de La 10, una cadena de televisió generalista per a Espanya del grup Vocento.
La temporada 2012/2013 va ser el director i presentador de Primera Plana, l'informatiu de migdia de l'extinta ABC Punto Radio. Des del 18 de març de 2013 realitza aquesta mateixa funció en la Cadena COPE en l'informatiu Mediodía COPE, a més de col·laborar com a tertulià en altres espais de l'emissora com La Mañana de COPE.
Durant la temporada 2014-2015 es va fer càrrec de la part informativa de La Mañana de COPE després de la sortida d'Ernesto Sáenz de Buruaga.
El 25 d'agost de 2015 comença a presentar La Tarde en substitució de Ramón García i des de l'1 de setembre d'aquell any col·labora a Herrera en COPE.
Després de la sortida de Juan Pablo Colmenarejo de COPE, el 27 d'agost de 2018 comença a dirigir La Linterna, programa que segueix presentant des d'aleshores.
Ha estat premiat amb l'Antena de Oro 2015 que li ha atorgat la Federació d'Associacions de Ràdio i Televisió d'Espanya en la categoria de ràdio pel seu treball en La Tarde, el magazín que presenta a COPE.